# Старый кафедральный собор (Выборг)
Старый кафедральный собор — ныне сохранившийся лишь в руинах собор в городе Выборге. Построен в XV веке, последовательно был католическим, лютеранским и православным.

## История
Выборгский католический приход впервые упоминается в 1351—1352 гг., но существовал и ранее. Первоначально церковь была деревянной и сгорела во время новгородской осады в 1411 году. С 1413 года начинается восстановление храма в камне, а в 1418 году он освящается во имя Пресвятой Девы Марии и святого Олафа. Вплоть до Реформации в церкви с характерной остроконечной готической кровлей было множество алтарей (св. Эрика, св. Олафа, св. Бригитты, св. Лаврентия, св. Марии Магдалины).
В ходе Реформации в 1554 году была основана Выборгская епархия, и храм стал лютеранским кафедральным собором. Интерьеры храма привели в соответствие с требованиями протестантизма. К этому периоду относится и надстройка церковной колокольни, которая была увенчана высоким барочным шпилем с флюгером в виде церковного петуха.
Во время Северной войны собор сильно пострадал. Когда жители Выборга представили русской военной администрации список зданий, которые они хотели бы отремонтировать и продолжать ими пользоваться, Пётр I был немало удивлён, когда не увидел в этом списке Кафедрального собора. Видимо он был настолько разрушен, что восстановление его горожанам казалось невозможным. По указу Петра I к 1722 году бывший лютеранский собор отремонтировали, и в нём открылся православный храм, освящённый в честь Святых апостолов Петра и Павла. В 1725 году в храме был установлен новый большой алтарь и престол во имя Рождества Христова, а храм стал называться Рождественским собором, с приделом во имя Святых апостолов Петра и Павла. Перестроенный согласно требованиям православной церкви храм действовал до 1788 года.
Затем, после принятия решения о строительстве Спасо-Преображенского собора и очередного пожара, здание бывшего храма передали под склад Выборгского гарнизона, а в 1913 году в нём снова открыли православный храм — гарнизонную 8-го Финляндского стрелкового полка церковь Трёх Святителей. В храме были устроены три алтаря: средний — в честь Рождества Христова, один из приделов — в честь Святых апостолов Петра и Павла, а другой — в честь Трёх Святителей: Василия Великого, Григория Богослова и Иоанна Златоуста.
С 1918 года, после провозглашения независимости Финляндии, храм служил гарнизонной лютеранской церковью. Высказывались предположения о возможном захоронении в храме Микаэля Агриколы.
Последний раз храм был разрушен во время Советско-финской войны в 1939 году.
В 1930-х годах финские художники часто стремились запечатлеть вход со ступенями в Старый кафедральный собор и декоративную ограду, окружавшую церковь. В послевоенное время декоративная решётка была перенесена к бывшему костёлу святого Гиацинта. Двор близ входа украшали деревья, и картины художников 1-й четверти XX века позволяют нам увидеть, как выглядел этот уголок средневекового Выборга.
После окончания Великой Отечественной войны рассматривались варианты ремонта здания с приспособлением под различные цели, но развития они в советский период не получили.
В настоящее время сохранились только стены собора и бывшая колокольня, известная как Часовая башня. У южной стены храма установлен памятник на месте не сохранившегося захоронения финских военнослужащих, погибших в советско-финских войнах XX века.
- Фрагмент гравюры по рисунку Э. Дальберга 1681 года с изображением лютеранского собора и его колокольни с флюгером в виде церковного петуха
- Православный Рождественский собор на плане ремонта 1740-х годов
- Здание собора на рисунке художника Виктора Светихина 1912 года, перед открытием православной гарнизонной церкви Трёх Святителей
- Лютеранская гарнизонная церковь в 1920-х — 1930-х годах
- Развалины в 1941 году

## Перспективы восстановления
Последняя серия археологических изысканий проводится на территории храма с 2010 г. Активная фаза раскопок началась в 2013 г..
В декабре 2014 — январе 2015 гг. были проведены работы по экстренной консервации колокольни кафедрального собора (Часовой башни), находившейся под угрозой обрушения. Реставрационные работы в башне завершились в 2019 году.
В 2015 году был представлен проект воссоздания собора в течение трёх лет с использованием сохранившихся стен и современных материалов. Отправными точками являются результаты раскопок и основанной на них историко-культурной экспертизы. Внешний вид здания будет ориентироваться на средневековые храмы Финляндии, такие как кафедральный собор Порвоо: остроконечная готическая кровля, белёные фасады и характерные декоративные элементы. Примерно так выглядел и выборгский кафедральный собор до большого городского пожара 1793 г. Поскольку собор многократно перестраивался, предложено законсервировать и показать конструкционные элементы интерьера различных эпох, такие как стены и остатки фундамента. Для этого, среди прочего, уровень пола в главном зале следует понизить примерно на 1 м. В самом зале необходимо восстановить сводчатый потолок образца XV—XVI вв.
По замыслу проектировщиков, в здании собора может разместиться российско-финляндский культурный центр. Помимо центрального лекционно-выставочного зала, в нём будут находиться музей, библиотека, и административно-хозяйственные помещения.
Прилегающая территория, образующая единый ансамбль с Часовой башней, должна быть благоустроена. Элементами оформления станут булыжное мощение, скамьи и несколько цветников. Как было принято в Финляндии, территория храма будет обнесена забором из дикого камня.
Воссоздание Старого кафедрального собора является частью общего проекта, включающего также реставрацию костёла святого Гиацинта в рамках масштабной программы по реконструкции исторического центра Выборга.